# FIST AND FIRE
『FIST AND FIRE』（フィスト・アンド・ファイアー）は、日本のレゲエグループFIRE BALLの3枚目のスタジオ・アルバムである。2004年6月23日発売。発売元はEMIミュージック・ジャパン。

## 概要
前作から約1年ぶりとなるアルバム。
アルバムタイトルのFISR AND FIREは和訳すると火と拳であり、情熱や怒り、そして愛などの燃えるような気持ち（=火）と、誇り高い心や未来を切り開くパワー（=拳）が込められている。また、結成された1997年のライブツアータイトルでもあり、原点回帰、現場主義の意志を表明する内容となっている。

## 収録曲
1. INTRO
2. FIST AND FIRE
3. UNDER THE BLUE LIGHT (ハマのテーマ　ワタさんSPECIAL@TOKYO LINK)
4. 生 (BORN FREE)
5. 灯台下暗
6. INTERLUDE #1
7. CITY JACK
8. SHOT BAR
9. BURN BAD MIND
10. INTERLUDE #2
11. SOUND CLASH ANTHEM
12. PRESSURE DROP (自業自得)
13. 太陽と月
14. NEW BEGINNING